# Arthur Gibbon
Arthur William John Gibbon (Folkestone, 1884; data de morte desconhecida) foi um ciclista britânico. Representou o Reino Unido em dois eventos nos Jogos Olímpicos de 1912, em Estocolmo, onde ganhou uma medalha de prata na prova de corrida por equipes.